# Australásia nos Jogos Olímpicos
Australásia foi um nome dado a uma equipe combinada de atletas da Austrália e da Nova Zelândia que competiu em duas edições dos Jogos Olímpicos, Londres 1908 e Estocolmo 1912. Após a interrupção dos Jogos devido à Primeira Guerra Mundial, as duas nações enviaram delegações separadas.

## Medalhas conquistadas
| Edição          | medalha de ouro | medalha de prata | medalha de bronze | total de medalhas |
| --------------- | --------------- | ---------------- | ----------------- | ----------------- |
| Londres, 1908   | 1               | 2                | 2                 | 5                 |
| Estocolmo, 1992 | 2               | 2                | 3                 | 7                 |
| Total           | 3               | 4                | 5                 | 12                |

## Retrospecto
Nos Jogos Olímpicos de Verão de 1908, 30 atletas formaram a equipe da Australásia, competindo em 20 eventos de seis esportes. A equipe conquistou cinco medalhas, sendo uma de ouro (no rugby), duas de prata (na natação e no boxe) e duas de bronze (na natação e no atletismo). Apenas o tiro e os saltos ornamentais não deram medalhas à delegação. O nadador Frank Beaurepaire foi o maior medalhista da equipe, com uma medalha de prata e uma de bronze.
Quatro anos mais tarde, nos Jogos de Estocolmo, 25 atletas representaram a Australásia em 17 eventos de quatro esportes. Os atletas conquistaram duas medalhas de ouro (ambas na natação), duas de prata (também na natação) e três de bronze (duas na natação e uma no tênis). Atletismo e remo foram os outros esportes em que a delegação foi representada. Harold Hardwick, nadador, foi o maior medalhista da equipe, com uma medalha de ouro e duas de bronze.